# John Parkinson
John Parkinson (sinh năm 1567–mất năm 1650; được chôn cất vào ngày 6 tháng 8 năm 1650) là một nhà thảo dược học người Anh cuối cùng và cũng là một trong những nhà thực vật học người Anh đầu tiên. Ông là người làm dược sư cho đức vua James I và cũng là một trong những thành viên sáng lập của Hiệp hội tôn thờ Dược sư vào tháng 12 năm 1617, và sau đó là Nhà thực vật học Hoàng gia cho đức vua Charles I. Ông được biết đến với hai tác phẩm nổi tiếng, mang tên Paradisi in Sole Paradisus Terrestris (Thiên đường trên mặt đất của Park-in-Sun, xuất bản năm 1629), tác phẩm đã mô tả chung về cách trồng trọt đúng cách đối với thực vật; và Theatrum Botanicum (Nhà hát Thực vật, 1640), chuyên luận về các thực vật đầy đủ bằng tiếng Anh và cách mà nó được trình bày đẹp mắt nhất vào thời điểm đó. Là một trong những người làm vườn lỗi lạc nhất vào thời của mình, ông đã giữ được một khu vườn thực vật tại Long Acre ở Covent Garden, ngày nay nằm ở gần Quảng trường Trafalgar, và ông cũng đã duy trì những mối quan hệ chặt chẽ với các nhà thực vật học, nhà thảo dược và cả những người làm vườn quan trọng khác của nước Anh và lục địa.

## Cuộc đời và sự nghiệp
John Parkinson sinh vào năm 1567, trải qua thời thơ ấu ở vùng Yorkshire. Vào năm 1581, ông chuyển đến Luân Đôn khi ông 14 tuổi để trở thành một dược sư. Vượt qua những cấp bậc, cuối cùng ông đã đạt được vị trí làm dược sư cho đức vua James I. Vào tháng 12 năm 1617, ông cùng với những dược sư khác đã sáng lập nên Hiệp hội tôn thờ Dược sư; Cho đến năm 1622, ông được phục vụ trong Tòa án Phụ tá, cơ quan quản lý của Hiệp hội. Ngoài ra, ông cũng được hỗ trợ cho Hiệp hội trong việc nhận trợ cấp áo giáp và chuẩn bị một danh sách về tất cả các loại thuốc nên được dự trữ bởi một nhà dược sư. Ông còn là thành viên của ủy ban xuất bản Pharmacopœia Londinensis (Dược điển Luân Đôn) vào năm 1618.
Sau khi đạt đến đỉnh cao của một ngành khoa học mới, ông đã trở thành một nhà thực vật học cho vua  Charles I. Anna Parkinson, một người "hậu duệ xa" của John Parkinson và cũng là tác giả của cuốn sách mới phổ biến về tiểu sử của ông, khẳng định rằng vào năm 1625 khi cô dâu của Charles I, Henriette Marie của Pháp, đã chuyển đến sinh sống khi bà được 15 tuổi ở Cung điện Thánh James, và ông đã đảm nhận vai trò là người giới thiệu cho nữ hoàng trẻ cùng với những người sành sỏi về cách làm vườn". Sau đó, ông đã tổng kết những kinh nghiệm của mình qua cách viết Paradisi in Sole Paradisus Terrestris (Thiên đường Trên cạn Của Park-in-Sun, 1629– "Park-in-Sun" là một cách chơi chữ cho cái tên "Parkinson"), với phụ đề giải thích rằng Một khu vườn với đủ loại hoa dễ chịu mà ayre tiếng Anh của chúng ta sẽ cho phép được nuôi dưỡng, thật tự nhiên khi ông được dành tặng cho công việc này, mà ông hay gọi nó là "Khu vườn biết nói" của mình cho nữ hoàng. Blanche Henrey đã gọi tác phẩm của ông là một "chuyên luận quan trọng sớm nhất về nghề làm vườn được xuất bản ở Anh", trong khi những danh mục của Hunt đã mô tả tác phẩm giống như một "bức tranh mô tả hoàn chỉnh đến chính xác về khu vườn ở Anh vào đầu thế kỷ XVII, và theo một cách thú vị, giản dị như vậy", một phong cách văn học mà những người làm vườn luôn trân trọng nó cho đến tận ngày hôm nay."

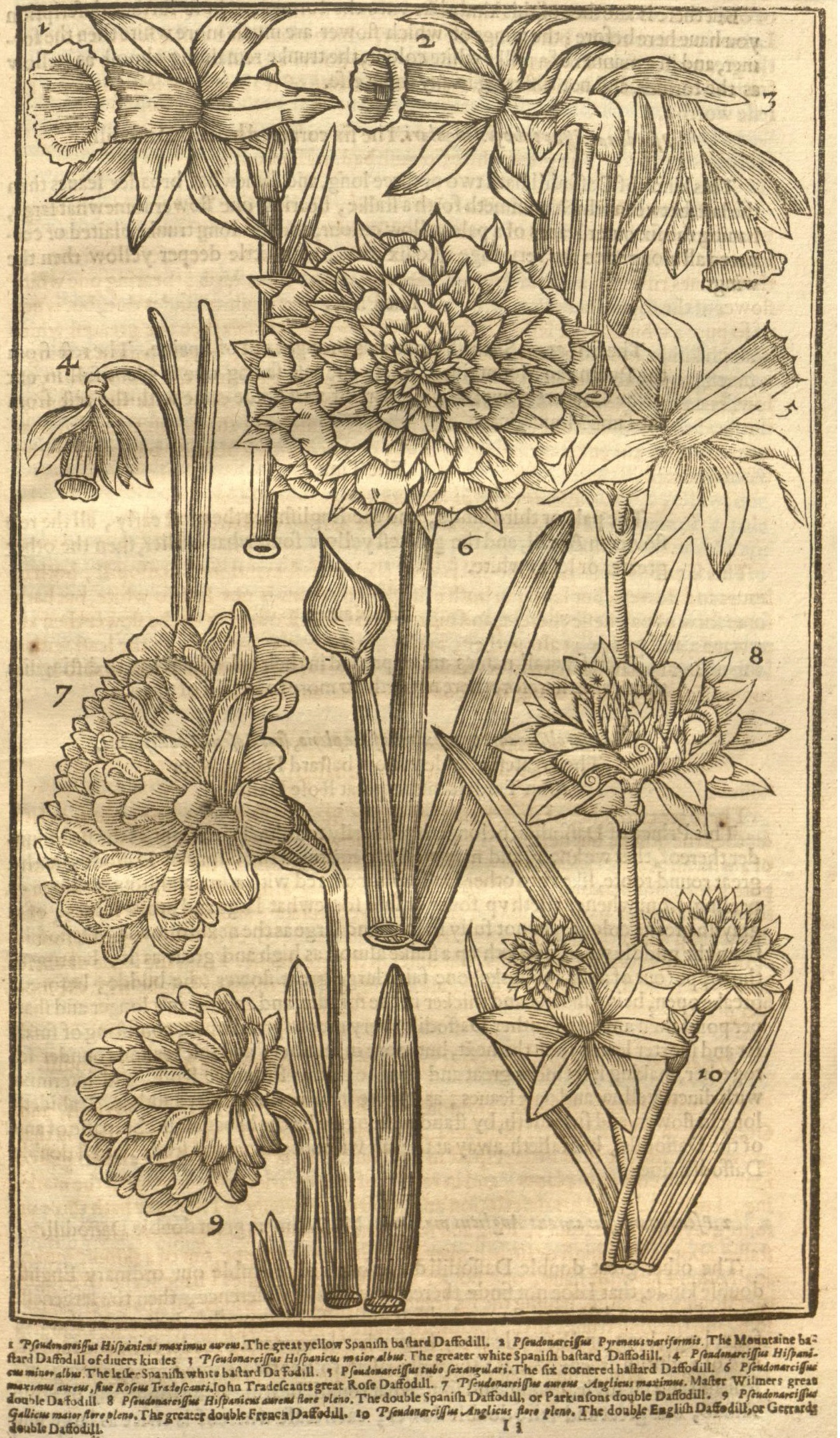
Chi Thủy tiên, Paradisus Terrestris 1629. 8. Hoa Thủy Tiên Vàng Kép Tây Ban Nha Tuyệt Vời

Parkinson đã tích cực tìm kiếm những giống cây trồng mới thông qua nhiều mối quan hệ từ nước ngoài và tài trợ cho chuyến thám hiểm săn lùng thực vật của William Boel tới Iberia và Bắc Phi trong những năm 1607–1608. Ông đã giới thiệu bảy loại giống cây mới vào nước Anh và cũng là người đầu tiên ở Anh trồng được loài hoa thủy tiên vàng kép Tây Ban Nha (Pseudonarcissus aureus Hispanicus flore pleno hay là Parkinson's Daffodil, xem hình minh họa).("Tôi nghĩ rằng vào trước năm 1618, tôi chưa từng có loại này và bản thân tôi cũng chưa từng nhìn thấy nó bởi vì loại này do chính tay tôi trồng và ra hoa đầu tiên trong khu vườn của tôi").
Ông có một lòng mộ đạo với tư cách là một người Công giáo La Mã đã được thể hiện rõ ràng từ tác phẩm Paradisi in Sole. Trong phần giới thiệu của tác phẩm, Parkinson đã coi thế giới thực vật là biểu hiện của một sự sáng tạo thần thánh và ông tin rằng, thông qua những khu vườn, con người có thể lấy lại được thứ gì đó từ khu vườn Eden. Tuy nhiên, trong một bài thơ ngắn bằng tiếng Pháp, ở hai câu thơ cuối tựa như đang cảnh báo với những người làm vườn rằng không được kiêu ngạo và coi thường nỗ lực của ông, bởi vì bất kỳ ai đang cố gắng so sánh Nghệ thuật với Thiên nhiên, Khu vườn với Địa đàng đều giống như đang "đo Bước Chân Của Con Voi bằng Sải Chân Của Con Ve và Đường Bay Của Đại Bàng bằng Đường Bay Của Con Ruồi". Tuy nhiên, các cuộc đấu tranh giữa những người theo đạo Tin lành và Công giáo đã buộc Parkinson phải giữ im lặng. Vì lí do đó mà ông đã không tham dự bất kỳ nhà thờ tôn giáo nào. Trong khi sự nghiệp của ông đã lên đến đỉnh cao thành công, thì Nội chiến Anh (1642–1651) đã cướp đi tính mạng của toàn bộ gia đình ông.

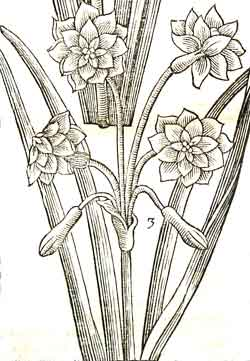
Hình minh họa cho loài hoa thủy tiên vàng kép từ ấn bản thứ hai của Paradisi in Sole (1656).

Ngôi nhà mà John Parkinson đã cư trú hiện nằm ở Đồi Ludgate tại Luân Đôn, nhưng khu vườn thực vật của ông lại ở ngoại ô Long Acre nằm tại Covent Garden, một khu chợ vườn, ngày nay nằm ở gần Quảng trường Trafalgar. Dù không có nhiều thông tin về khu vườn, nhưng dựa trên một nghiên cứu về các tác phẩm của ông và những người khác, John Riddell đã gợi ý rằng khu vườn có thể rộng ít nhất khoảng 2 mẫu Anh (0,81 ha) nếu tính về kích thước và có thể được bao quanh bởi một bức tường. 484 loại thực vật được ghi nhận là đã được trồng trong vườn. Thomas Johnson và nhà thực vật học người Hampshire, John Goodyer, cả hai đều đã thu thập hạt giống trong đó.
John Parkinson được gọi là một trong những nhà làm vườn lỗi lạc nhất trong thời kỳ Phục Hưng. Ông đã duy trì nhiều mối quan hệ chặt chẽ với các nhà thực vật học, nhà thảo dược và các nhà thực vật quan trọng khác của nước Anh cũng như toàn lục địa như William Coys, John Gerard, John Tradescant the Elder (bạn thân), Vespasian Robin, và Matthias de Lobel (hay còn được gọi là Matthias de Lobel hoặc Matthaeus Lobelius), một người quốc tịch Pháp. Cùng nhau, họ đều thuộc cùng một thế hệ mà đã bắt đầu nhìn thấy những loài thực vật phi thường mới đến từ vùng Levant và từ Virginia nói chung. Trong các bài viết của mình, de Lobel hay thường xuyên nhắc đến khu vườn Long Acre và ca ngợi khả năng của Parkinson. Về phần của ông, Parkinson đã biên tập và trình bày các bài báo của de Lobel trong tác phẩm Theatrum Botanicum, ông cũng đã dành những năm cuối đời tại Highgate để giám sát các khu vườn của Edward la Zouche, Nam tước Zouche thứ 11.
John Parkinson đã qua đời vào mùa hè năm 1650, ông được chôn cất vào ngày 6 tháng 8 tại nhà thờ St Martin-in-the-Fields tại Luân Đôn. Ông được tưởng nhớ về người đã phát hiện ra chi cây họ đậu Kim tước chi ở Trung Mỹ. Tác phẩm Paradisi in Sole cũng được truyền cảm hứng cho nhà văn thiếu nhi Juliana Horatia Ewing (1841–1885) viết về câu chuyện Mary's Meadow, câu chuyện đã được xuất bản lần đầu từ tháng 11 năm 1883 đến tháng 3 năm 1884 trên Tạp chí Aunt Judy (1866–1885), do mẹ cô là Margaret Gatty sản xuất. Trong câu chuyện, một số đứa trẻ đã đọc Paradisi in Sole và nó đã được truyền cảm hứng để tạo ra khu vườn của riêng mình, tạp chí sau đó đã nhận được nhiều phản hồi tích cực về câu chuyện. Vào tháng 7 năm 1884, người ta gợi ý rằng nên thành lập Hiệp hội Parkinson, mục tiêu của hội là để "tìm kiếm và trồng trọt những bông hoa trong những khu vườn cũ đã trở nên khan hiếm; trao đổi hạt giống và cây trồng; trồng những bông hoa ở những nơi bỏ hoang; lưu hành sách về làm vườn giữa các thành viên... và cũng để ngăn chặn việc tiêu diệt các loài hoa dại quý hiếm, cũng như các kho báu trong vườn."

## Tác phẩm
Tác phẩm Paradisi in Sole Paradisus Terrestris đã mô tả về việc trồng cây đúng cách nói chung và có ba phần: vườn hoa, vườn nhà bếp và vườn cây ăn quả. Dù không bao gồm có những hướng dẫn cách trồng cụ thể cho từng loại cây, nhưng ở đầu mỗi phần chính, Parkinson đã cung cấp các hướng dẫn về cách "đặt hàng" cho từng loại vườn, tư vấn về vị trí và bố trí khu vườn, dụng cụ, cải tạo đất, ghép, trồng và cả cách gieo hạt với từng loại cây trồng nên có trong từng loại vườn. Tác phẩm đã chứa hình ảnh minh hoạ cụ thể của gần 800 loài thực vật trong 108 trang. Hầu hết trong số này là bản khắc gỗ nguyên bản do nghệ sĩ người Thụy Sĩ Christopher Switzer thực hiện, nhưng những bản khắc khác dường như được sao chép từ các tác phẩm của Matthias de Lobel, Charles de l'Écluse và Hortus Floridus  của Crispijn van de Passe.

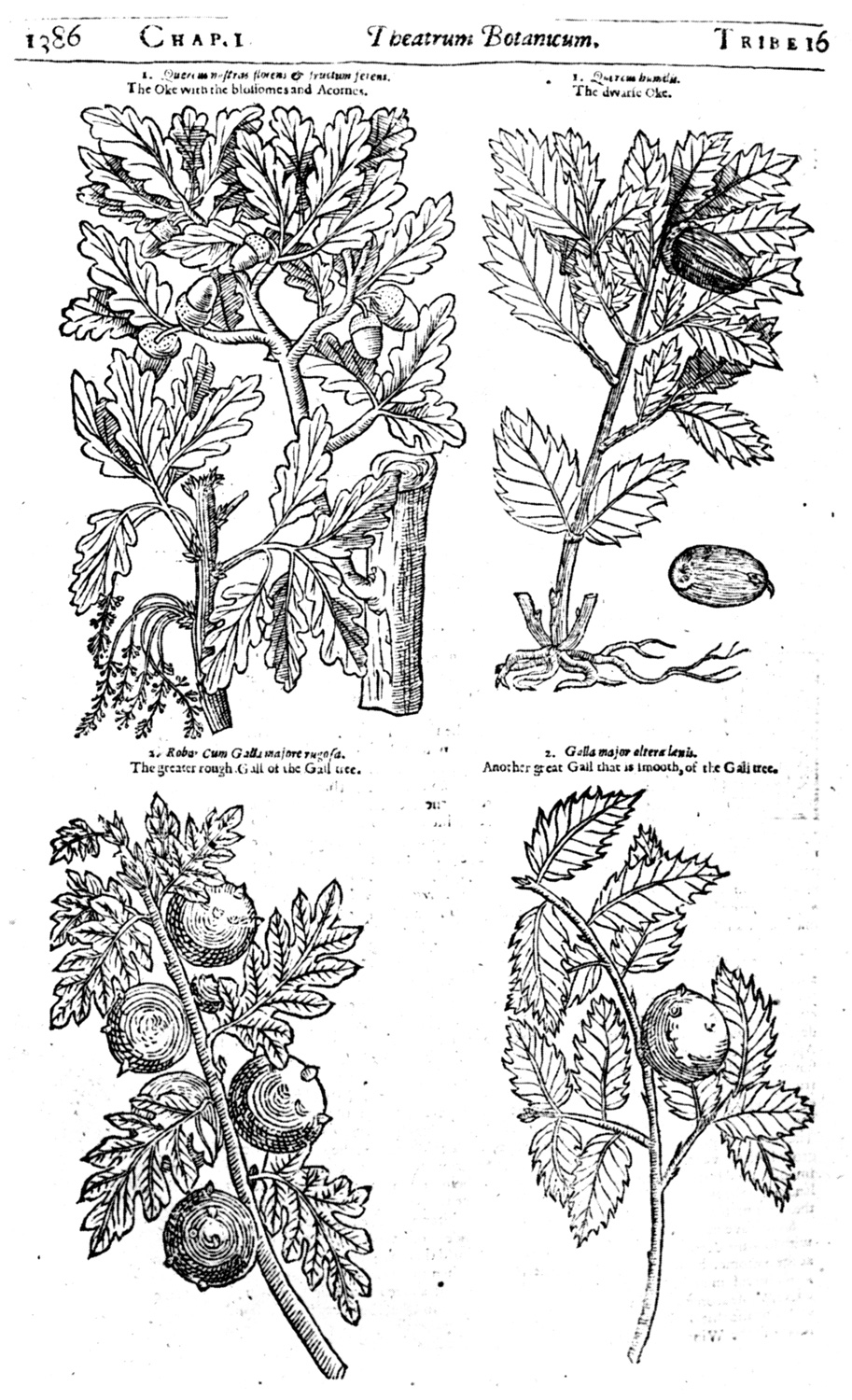
Hình minh họa từ các bộ phận của cây sồi từ trang 1386 của Theatrum Botanicum (1640).

Trong Paradisi in Sole Parkinson đã ám chỉ rằng ông hy vọng sẽ thêm phần thứ tư, một khu vườn đơn giản (ý là dược liệu). Ông đã thực hiện lời hứa trong các cuốn sách tuyệt vời khác của mình, Theatrum Botanicum (Nhà hát Thực vật) mà ông đã xuất bản vào năm 1640 khi ở tuổi 73. Việc phát hành tác phẩm này đã bị trì hoãn do ấn bản cuốn sách của John Gerard The Herball or Generall Historie of Plantes (1597) của Thomas Johnson đã trở nên phổ biến. Theatrum Botanicum, với 1.688 trang văn bản, tác phẩm đã mô tả hơn 3.800 loài thực vật và còn là chuyên luận về thực vật bằng tiếng Anh đầy đủ và được trình bày đẹp mắt nhất vào thời đó. Đây là tấc phẩm đầu tiên mô tả được 33 loài thực vật bản địa, 13 trong số đó mọc gần vùng Middlesex. Một số loại cây như Cây anh túc xứ Wales, Cây dâu tây và Cây lan hài, tuy rất phổ biến nhưng đã không còn được chú ý hoặc ít nhất là không được ghi lại. Ông dự định rằng, cuốn sách sẽ trở thành một hướng dẫn đáng tin cậy cho các hiệu thuốc, và nó sẽ vẫn như vậy trong hơn một trăm năm sau khi ông qua đời. Parkinson đã trình bày tác phẩm của mình cho vua Charles I, người đã phong tặng cho ông danh hiệu "Botanus Regis Primarius" ("Nhà thực vật học Hoàng gia hạng nhất") mặc dù ông không được trả lương cho công việc này.

## Các tác phẩm khác

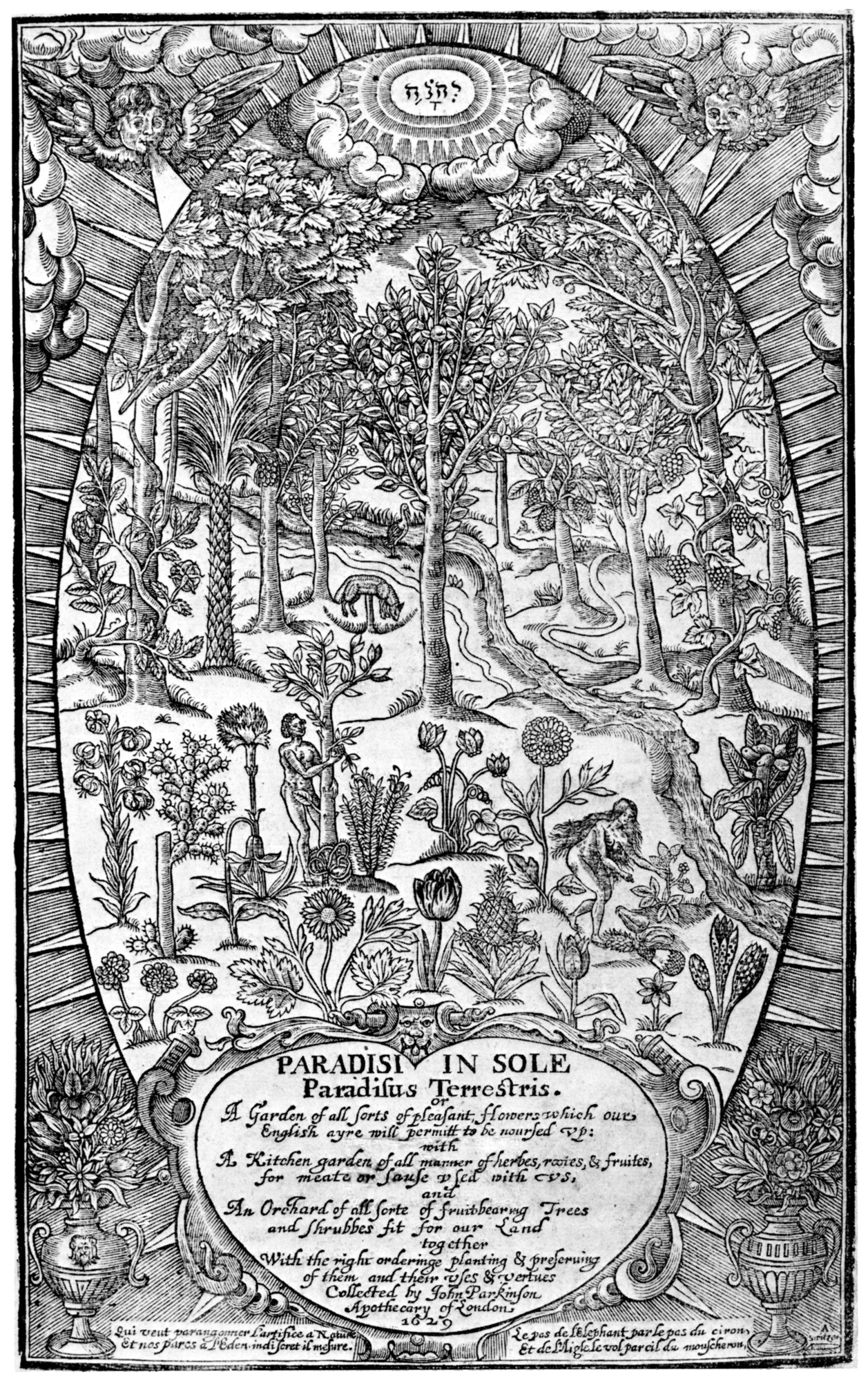
Mặt trước của Paradisi in Sole Paradisus Terrestris (1629) từ nghệ sĩ người Thụy Sĩ Christopher Switzer. Điều thú vị ở đây là về mô tả về một Cây cừu gần con sông phía sau hình Adam.

- John Parkinson. Paradisi in Sole Paradisus Terrestris: Or A Garden of All Sorts of Pleasant Flowers which our English Ayre will Permitt to be Noursed Vp. With a Kitchen Garden of All Manner of Herbes, Rootes, & Fruites, for Meate or Sause Vsed with Vs, and an Orchard of All Sorte of Fruitbearing Trees and Shrubbes Fit for Our Land. Together with the Right Orderinge, Planting & Preserving of Them and Their Uses and Vertues Collected by Iohn Parkinson Apothecary of London [Paradisi in Sole Paradisus Terrestris: Hoặc Một khu vườn với đủ loại hoa dễ chịu mà người Anh Ayre của chúng tôi sẽ cho phép được nuôi dưỡng. Một khu vườn nhà bếp với đủ loại thảo mộc, rễ cây và trái cây, để làm thịt hoặc nước sốt, và một vườn cây ăn trái bao gồm có đủ loại cây ăn quả và cây bụi phù hợp với vùng đất của chúng ta. Cùng với hướng đãn Đặt hàng đúng cách, Trồng và Bảo quản Chúng cũng như Công dụng và Vertues của chúng được thu thập bởi nhà bào chế thuốc người Luân Đôn John Parkinson] (bằng tiếng Anh). Luân Đôn: Được in bởi Humphrey Townes và Robert Young tại Sign of the Starre trên đồi Bread-Street. doi:10.5962/bhl.title.7100. Truy cập ngày 29 tháng 12 năm 2014. Folio. Trong một số bản sao, các trang tiêu đề luôn là bản khắc gỗ; ở những nơi khác mà nó đã được in (1635).

Các lần xuất bản và tái bản sau này
- - Parkinson, John (1635) [1629]. Paradisi in Sole Paradisus Terrestris, Or A Garden of All Sorts of Pleasant Flowers which Our English Ayre Will Permit to be Noursed Up ... Together with the Right Ordering, Planting, and Preserving of Them; and Their Uses and Vertues. London: Tho[mas] Cotes and are to be sold by Robert Allot.
  - Parkinson, John (1656). Paradisi in Sole Paradisus Terrestris, or, A Choise Garden of All Sorts of Rarest Flowers with their Nature, Place of Birth, Time of Flowring, Names, and Vertues to Each Plant, Useful in Physic or Admired for Beauty: To which is Annext a Kitchin-Garden Furnished with All Manner of Herbs, Roots, and Fruits, for Meat or Sauce Used with Us, with the Art of Planting an Orchard... All Unmentioned in Former Herbals. London: Printed by R.N. and are to be sold by Richard Thrale at his shop at the signe of the Cross-Keys at S. Pauls-gate, going into Cheap-side. Folio.
  - Parkinson, John; Alfred H. Hyatt (1904). A Garden of Pleasant Flowers: Being a Description of the Most Familiar of Our English Garden Flowers from the Famous Collection of John Parkinson. London: T. N. Foulis.
  - Parkinson, John (1904). Paradisi in Sole Paradisus Terrestris... Faithfully Reprinted from the Edition of 1629. London: Methuen & Co. doi:10.5962/bhl.title.24488. Truy cập ngày 29 tháng 12 năm 2014.
  - Parkinson, John (1975). Paradisi in Sole Paradisus Terrestris, etc. [The English Experience; no. 758]. Amsterdam; Norwood, N.J.: Theatrum Orbis Terrarum; Walter J. Johnson. Facsimile of the 1629 edition without the letterpress title page, made from copies in the Bodleian Library.
  - Parkinson, John (1976). Paradisi in Sole, etc. New York, N.Y.: Dover Publications. ISBN 0-486-23392-8. Facsimile of the 1629 edition.
  - Parkinson, John (1976). A Garden of Pleasant Flowers. New York, N.Y.; London: Dover Publications; Constable. ISBN 0-486-23392-8.
- Parkinson, John (1640). Theatrum Botanicum: The Theater of Plants. Or, An Herball of a Large Extent: Containing therein a More Ample and Exact History and Declaration of the Physicall Herbs and Plants that are in Other Authours, Encreased by the Accesse of Many Hundreds of New, Rare, and Strange Plants from All the Parts of the World, with Sundry Gummes, and Other Physicall Materials, than hath beene hitherto Published by Any before; and a Most Large Demonstration of their Natures and Vertues. Shevving vvithall the Many Errors, Differences, and Oversights of Sundry Authors that have Formerly Written of Them; and a Certaine Confidence, or most Probable Conjecture of the True and Genuine Herbes and Plants. Distributed into Sundry Classes or Tribes, for the More Easie Knowledge of the Many Herbes of One Nature and Property, with the Chiefe Notes of Dr. Lobel, Dr. Bonham, and Others Inserted therein. Collected by the Many Years Travaile, Industry, and Experience in this Subject, by Iohn Parkinson Apothecary of London, and the Kings Herbarist. And Published by the Kings Majestyes Especiall Priviledge. London: Thomas Cotes. Folio. Reprints:
  - Parkinson, John (1967). A Fragment from Theatrum Botanicum, "or An Herball of a Large Extent". Falls Village, Conn.: Herb Grower Press.
  - Parkinson, John (1982). Theatrum botanicum: Or an Herball of a Large Extente. [S.l.]: Remous.

## Tham khảo

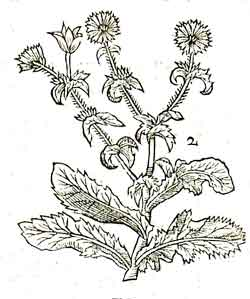
Cây diếp xoăn Pháp, được minh họa trong ấn bản thứ hai của Paradise in Sole (1656).

## Thư viện

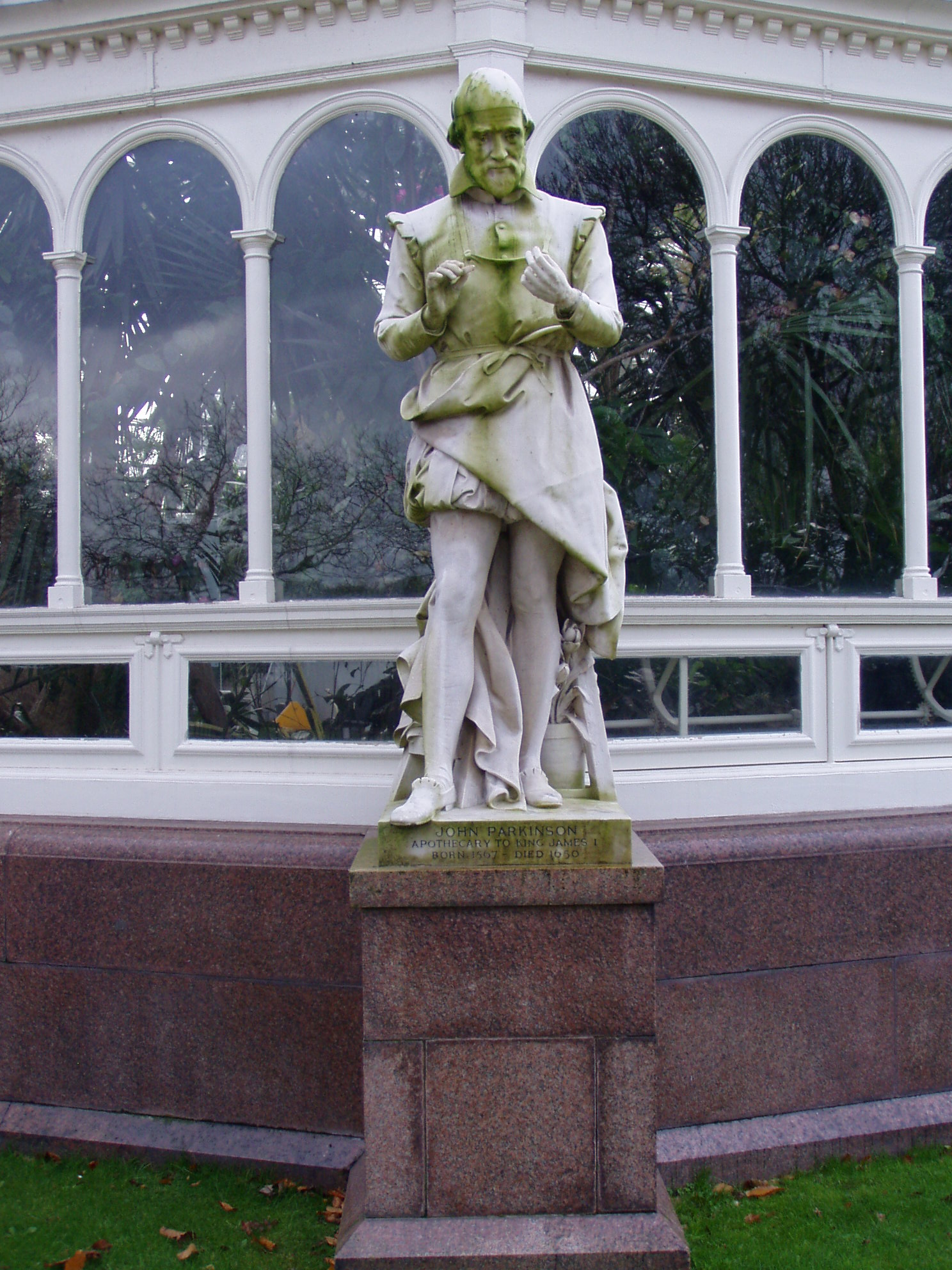
Đá cẩm thạch John Parkinson của Léon-Joseph Chavalliaud (1899), bên ngoài Palm House tại Công viên Sefton, Liverpool